# Sandinista!
Sandinista! är punkgruppen The Clashs fjärde album. Den gavs ut som en trippel-LP 1980 och är kanske Clashs mest experimentella album. På albumet ryms vitt skilda musikstilar så som rockabilly, reggae, dub, calypso, gospel och rap. "The Magnificent Seven", "Hitsville U.K." och "The Call Up" släpptes som singlar.
Albumet röstades fram som 1980 års bästa i tidningen The Village Voices "Pazz & Jop"-lista. Albumet är även listat som #407 i magasinet Rolling Stones lista The 500 Greatest Albums of All Time. Alla kritiker har dock inte varit lika positiva. Stephen Thomas Erlewine skriver i sin recension för Allmusic att albumet är en "förvirrad röra", och att flera utmärkta låtar får lida på grund av detta.

## Låtlista
Alla låtar skrivna av The Clash om inget annat nämns.

### Sida 1
1. "The Magnificent Seven" - 5:33
2. "Hitsville U.K." - 4:21
3. "Junco Partner" (James Wayne) - 4:52
4. "Ivan Meets G.I. Joe" - 3:05
5. "The Leader" - 1:42
6. "Something About England" - 3:42

### Sida 2
1. "Rebel Waltz" - 3:26
2. "Look Here" (Mose Allison) - 2:45
3. "The Crooked Beat" - 5:28
4. "Somebody Got Murdered" - 3:34
5. "One More Time" (The Clash/Mikey Dread) - 3:32
6. "One More Dub"  (The Clash/Mikey Dread) - 3:36

### Sida 3
1. "Lightning Strikes (Not Once But Twice)" - 4:51
2. "Up in Heaven (Not Only Here)" - 4:31
3. "Corner Soul" - 2:42
4. "Let's Go Crazy" - 4:24
5. "If Music Could Talk" - 4:36
6. "The Sound of Sinners" - 4:01

### Sida 4
1. "Police on My Back" (Eddy Grant) - 3:17
2. "Midnight Log" - 2:10
3. "The Equaliser" - 5:46
4. "The Call Up" - 5:28
5. "Washington Bullets" - 3:51
6. "Broadway" - 5:49

### Sida 5
1. "Lose This Skin" (Tymon Dogg) - 5:08
2. "Charlie Don't Surf" - 4:54
3. "Mensforth Hill" - 3:42
4. "Junkie Slip" - 2:48
5. "Kingston Advice" - 2:37
6. "The Street Parade" - 3:28

### Sida 6
1. "Version City" - 4:23
2. "Living in Fame" (The Clash/Mikey Dread) - 4:52
3. "Silicone on Sapphire" - 4:14
4. "Version Pardner" - 5:23
5. "Career Opportunities" (Mick Jones/Joe Strummer) - 2:30
6. "Shepherds Delight" (The Clash/Mikey Dread) - 3:27

## Listplaceringar
| Lista (1980-1981) | Position               |
| ----------------- | ---------------------- |
| Australien        | 36 (Kent Music Report) |
| Finland           | 18                     |
| Frankrike         | 3                      |
| Kanada            | 3 (RPM)                |
| Norge             | 8 (VG-lista)           |
| Nya Zeeland       | 3                      |
| Storbritannien    | 19 (UK Albums Chart)   |
| Sverige           | 9 (Topplistan)         |
| USA               | 24 (Billboard 200)     |